# Milford (Massachusetts)
Milford ist eine Kleinstadt (Town) im Worcester County im US-Bundesstaat Massachusetts.
Das U.S. Census Bureau hat bei der Volkszählung 2020 eine Einwohnerzahl von 30.379 ermittelt.
Der Ort am Charles River ist verkehrstechnisch durch den Massachusetts Turnpike und die Interstate 495 sowie die Bahnlinien North Grafton–Milford, Framingham–Milford und die Providence and Worcester Railroad erschlossen.
Hier befindet sich der Sitz des Technologieunternehmens Waters Corporation und es fanden 2008 Dreharbeiten zu dem Film Surrogates – Mein zweites Ich statt.

## Persönlichkeiten
- Albert Fitch Bellows (1829–1883), Landschaftsmaler
- Matthew Boldy (* 2001), Eishockeyspieler
- William Claflin (1818–1905), Politiker
- Ezekiel Cornell (1732–1800), Politiker
- Lawrence E. McGann (1852–1928), Politiker
- Joseph Edward Murray (1919–2012), Chirurg
- Boots Mussulli (1917–1967), Jazzmusiker
- Arthur Ware Slocom (1860–1937), Paläontologe
- Erik Per Sullivan (* 1991), Filmschauspieler